# Shin – Cậu bé bút chì: Nóng bỏng tay! Những vũ công siêu cay Kasukabe
Shin – Cậu bé bút chì: Nóng bỏng tay! Những vũ công siêu cay Kasukabe (tên tiếng Anh: Crayon Shin-chan the Movie: Super Hot! The Spicy Kasukabe Dancers (映画クレヨンしんちゃん 超華麗！灼熱のカスカベダンサーズ Eiga Kureyon Shin-chan Chō Karei! Shakunetsu no Kasukabe Dansāzu) là bộ phim hoạt hình của Nhật Bản ra mắt năm 2025 được sản xuất bởi Shin-Ei Animation. Đây là phần phim thứ 32 thuộc loạt phim điện ảnh anime Shin – Cậu bé bút chì. Phim được công chiếu tại Nhật vào ngày 8 tháng 8 năm 2025.

## Lồng tiếng
- Yumiko Kobayashi lồng tiếng vai Shinnosuke "Shin-chan" Nohara[5]

## Sản xuất
Đây là phần phim thứ 32 của loạt phim điện ảnh hoạt hình Shin – Cậu bé bút chì. Phim được đạo diễn bởi Masakazu Hashimoto với kịch bản do Kimiko Ueno chấp bút.